# Хабари (селище)
Хаба́ри (рос. Хабары) — селище у складі Хабарського району Алтайського краю, Росія. Входить до складу Коротояцької сільської ради.

## Населення
Населення — 87 осіб (2010; 112 у 2002).
Національний склад (станом на 2002 рік):
- росіяни — 93 %